# Ла Бизана (Болоња)
Ла Бизана (итал. La Bisana) је насеље у Италији у округу Болоња, региону Емилија-Ромања.
Према процени из 2011. у насељу је живело 15 становника. Насеље се налази на надморској висини од 13 м.